# 小鹿火宿禰
小鹿火 宿禰（おかひ の すくね、生没年不詳）は、古墳時代の豪族で都怒国造の一人。角臣小鹿火（つの の おみ おかひ）とも記される。父は初代都怒国造の田鳥宿禰とされるが、紀小弓の息子とする説もある。

## 出自
小鹿火のことを、本居宣長の『古事記伝』は紀小弓の息子と断定しているが、『古事記』孝元天皇条に木角宿禰（きのつのすくね）があり、「木臣（きのおみ）・都奴臣（つぬのおみ）・坂本臣（さかもとのおみ）の祖」とある。また都怒国造（氏姓は角臣）の初代である田鳥宿禰の子とする説もある。

## 記録
『日本書紀』巻第十四によると、465年、雄略天皇は新羅親征を思い立ったが、「な往（いま）しそ（行ってはならない）」という神の言葉（おそらく、宗像神社の神託）を聞いて取りやめにした。かわりに詔を出して、紀小弓宿禰（き の おゆみ の すくね）、蘇我韓子（そが の からこ の すくね）大伴談連（おおとも の かたり の むらじ）、小鹿火宿禰らを派遣した。
雄略天皇が新羅討伐に膠泥し続けてきた理由は、前年の国家存亡の危機を任那日本府の軍救援して貰いながらも、新羅が不敬な態度を大和政権に対してとり続けてきたからである。
戦局は前年の日本府軍の活躍と差異はなく、行く行く先の郡（こおり）を切り取った。新羅王は官軍の四面に鼓の声を聞いて、大和軍がことごとく新羅の地を獲得したことを知り、数百の騎兵とともに逃げたという。そして、小弓は敵将を斬り捨て、新羅をほとんど占領したのだが、新羅の「遺衆」（のこりともがら）は降伏せず、抵抗を続けた。その戦いの中で、大伴談や紀岡前来目連（き の おかざき  の くめ の むらじ）らが戦死した。その後、「遺衆」は自然に退却し、官軍も随従して退却していったのだが、小弓も病でなくなってしまった。
それから、父の小弓のかわりに、息子の紀大磐（き の おいわ）が将軍として新羅に派遣された。しかし、彼は勝手横暴に振る舞い、小鹿火宿禰の掌っていた兵馬（つはもの）、船官（ふねつかさ）の官と、諸（もろもろ）の小官（をづかさ）をとりあげた。そこで、小鹿火は大磐のことを怨んで、いつわって同僚の韓子にこう言った。
「大磐が自分に『わしはそのうちまた韓子宿禰の管掌しているつかさをも奪うだろう』と言っていた。しっかりと守るべきだ」と。かくして韓子と大磐には間隙が生じた。
百済王は、大和政権の諸将の間に小さなことで確執が生まれたことを憂い、韓子のところに使いをよこして、「国境をお見せしたいと思うので、どうかおいでください」と言った。韓子たちは轡（うまのくち）を並べていった。河に到着して、大磐は馬に水を飲ませた。この時、韓子は後ろから大磐の鞍（くら）の骨組みをなすところの後輪を射た。大磐は愕然として振り返って視て、韓子を射て馬から墜落させた。韓子は中流で溺れ死んだ。
以上のように、彼らは先を競って道を乱したため、百済の王宮に及ばぬうちに引き返してしまった。
その後、小弓の喪に服すべく帰国していた小鹿火は、角国（つののくに、周防国都濃郡）に滞留し、倭子連（やまとご の むらじ）に八咫鏡を持たせて室屋に献上した。そして、自分は「紀卿（きのまえつぎみ）」の大磐と一緒にやってゆけないので、角国に留まらせて欲しいという願いを伝え、これが認められた。小鹿火は角臣（都奴臣）の祖先となった、という
最初に派遣された4将軍の中でただ一人生き残ったのは、小鹿火だけであった。
以上のように、新羅全土を占領したにもかかわらず、前年の日本府対高句麗戦に比べて成果のあがらない戦いであった。これに相当すると思われる記事が、『三国史記』の慈悲麻立干5年（462年）、6年（463年）の箇所には、
と描写されている。
大磐はその後、顕宗天皇3年（487年）に再度半島へ渡り、成果を得ずに帰国した、という。